# Mibambwe III
Mibambwe III Sentabyo est un roi (mwami) du Rwanda qui régna à la fin du XVIIIe siècle, après Kigeri III Ndabarasa. Il serait mort vers 1797 (+ ou - 10 ans).
Yuhi IV Gahindiro lui succéda.